# (5152) Labs
(5152) Labs est un astéroïde de la ceinture principale découvert le 1er octobre 1931 par l'astronome allemand Karl Wilhelm Reinmuth.

## Historique
Le lieu de découverte, par l'astronome allemand Karl Wilhelm Reinmuth, est Heidelberg (024).

## Caractéristiques
Sa distance minimale d'intersection de l'orbite terrestre est de 1,169 250 ua.